# 慶元黨禁
庆元党禁，亦称庆元学禁、慶元黨案、伪学之禁。南宋宁宗庆元年间，发生的一场因统治者内部政治斗争而波及学术思想领域的事件。
“庆元”为宋宁宗年号。外戚韩侂胄為宋宁宗韩皇后之叔父，以父荫入官。韩侂胄与宗室赵汝愚参与“绍熙内禅”，共同拥立宋宁宗。赵汝愚为升任右丞相，“召收四方知名之士”，荐朱熹等一批道学知名人士入朝参政，力主整顿朝纲，裁抑左右近习。韩侂胄因為外戚，仅迁宜川观察使兼枢密部都承旨，进保宁军承宣使，因此韩侂胄和赵汝愚的矛盾日深。庆元元年（1195年）韩侂胄让谏官李林奏赵汝愚以宗室为丞相，不利于社稷。宰相留正、赵汝愚被罢官后，赵汝愚联合道学家朱熹、吏部侍郎彭龟年等攻击韩侂胄，谓其“窃弄威福，不除必为后患”。赵汝愚、朱熹、彭龟年皆被貶逐，並及陳傅良、劉光祖等官员和太学生杨宏中、周端朝。赵汝愚被迫自杀，韩侂胄加开府仪同三司，斥道学为伪学，加以禁止，指赵汝愚为伪学罪首，朱熹等人名列“伪学逆党”五十九人。嘉泰二年（1202年），弛党禁，追复赵汝愚，名列党籍的在世之人，也先后官复原职。
沧州樵叟撰《庆元党禁》一卷。《四库全书提要》謂其与《绍兴正论》出于一人之手，今人李裕民已考其不确。原序称“淳祐乙已”，则书成于宋理宗淳祐五年。本书记载宋宁宗时庆元党禁事件，从赵汝愚、韩侘胄策立宁宗时始，至韩侘胄死、党人解锢终。

## 伪学逆党籍
淳熙乙巳沧洲樵叟所撰《庆元党禁》所载受党禁的人物如下：

### 宰执四人
赵汝愚（右丞相　饶州） 
留正（少保、观文殿大学士　泉州） 
王蔺（观文殿学士知潭州　庐江） 
周必大（少保、观文殿大学士　吉州） 

### 待制已上十三人
朱熹（焕章阁待制兼侍讲　建宁） 
徐谊（权工部侍郎　温州） 
彭龟年（吏部侍郎　台州） 
陈傅良（中书舍人兼侍读兼直学士院　温州） 
薛叔似（权户部侍郎兼枢密都承旨　永嘉） 
章颕（权兵部侍郎兼侍讲　婺州） 
郑湜（权刑部侍郎　福州） 
楼钥（权吏部尚书　眀州） 
林大中（吏部侍郎　婺州） 
黄由（权礼部尚书　平江） 
黄黼（权兵部侍郎　临安） 
何异（权礼部侍郎　抚州） 
孙逢吉（权吏部侍郎　吉州） 

### 余官三十一人
刘光祖（起居郎兼侍读　蜀） 
吕祖俭（太府寺丞　婺州） 
叶适（太府少卿总领淮东财赋　温州） 
杨方（秘书郎　汀州） 
项安世（校书郎　荆南） 
沈有开（起居郎　常州） 
曾三聘（知郢州临江军） 
游仲鸿（军器监簿　果州） 
吴猎（监察御史　潭州） 
李祥（国子祭酒　常州） 
杨简（国子博士　明州） 
赵汝谠（添差监左蔵西库） 
赵汝谈（前淮西安抚司干官） 
陈岘（校书郎　温州） 
范仲黼（著作郎兼权礼部郎官　成都） 
汪逵（国子司业　信州） 
孙元卿（国子博士） 
袁燮（太学博士　眀州） 
陈武（国子正　温州） 
田澹（宗正丞兼权工部郎官　南劎） 
黄度（右正言　绍兴） 
詹体仁（太府卿） 
蔡幼学（福建提举　温州） 
黄灏（浙西提举常平茶盐公事） 
周南（池州教授　平江） 
吴柔胜（新嘉兴府教授　宣州） 
李埴（校书郎　蜀） 
王厚之（直显谟阁江东提刑　绍兴） 
孟浩（知湖州　袁州） 
赵巩（秘阁修撰知扬州） 
白炎震（新通判成都府　普州）

### 武臣三人
皇甫斌（池州都统制） 
范仲壬（知金州） 
张致远（江西兵马钤辖　南剑） 

### 太学生六人
杨宏中
周端朝
张衜
林仲鳞
蒋传
徐范

### 士人二人
蔡元定（编管道州，嘉定三年奉圣旨特赐廸功郎） 
吕祖泰（决杖配钦州，嘉定元年奉圣旨特补廸功郎，监潭州南岳庙） 

### 引用
1. ↑  《四库提要订误》卷二